# Crew Cuervos
Crew Cuervos és un grup integrat per 15 artistes (11 MCs i 4 DJs) compost per A3Bandes (Rayden, Chakal i DJ Mesh), Zatu, Trafik, El Artefuckto (Seih, Nasho, Pekeño i DJ Jhomp), Bajo Mínimos (Jompy, Isaac i DJ ES.T), Ferran MDE, Bodas i DJ Gastón.
Originalment Zenit i Arts també formaven part de Crew Cuervos, però van decidir abandonar el grup per motius personals. Zatu es va unir al grup a principis de 2012.

## Biografia
El grup va sorgir en 2005, després que DJ ES.T (integrant de Bajo Mínimos) convencés a tots els components del grup perquè aquest es pogués formar. Aquest motiu va ser per rescatar rapers que gairebé estaven extints. La primera seqüela del grup va aparèixer en el segon disc en solitari de Zenit, "Torre de Babel", el cual integrava una cançó amb el nom del grupo.
El 2009, es penja gratuïtament a la xarxa un maxi d'avançament que incloïa dues cançons i els seus corresponents instrumentals. Poc temps després, concretament l'1 de desembre d'aquest mateix any, Crew Cuervos presenta el seu primer àlbum anomenat "Carrie". La crew es forma per Zenit, Artes, DJ Es.T, Jompy, Isaac, Trafik, Rayden, Lumier, Mesh, Ferran MDE, Pekeño, DJ Jhomp, Seih, Nasho, DJ Gastón i Bodas amb una participació menor. "Carrie" és un disc de 15 temes, tots produïts per Dj Es.T.
El 31 de juliol de 2010, els membres de Crew Cuervos informaven que Zenit abandonava el grup per motius personals, sense haver cap enfrontament amb la resta del grup. El 23 de setembre de 2011, els membres de Crew Cuervos informaven que Artes abandonava el grup, sense haver cap enfrontament amb la resta del grup.
A principis de 2012, el col·lectiu anuncia la incorporació del Mc sevillà Zatu, component del grup SFDK. Al maig del mateix any, estrenen el nou tema "Vuela con Nosotros" amb el que anticipen l'arribada del que serà el seu segon treball, "Héroes y Vilanos". El 2 octubre 2012 surt a la venda "Héroes y Villanos", el segon àlbum del grup Crew Cuervos. Apareix a la venda el 2 d'octubre de 2012 per mitjà de Boa Music. El disc es compon de 17 temes amb produccions de Dj Es.T, Dj Rune, K & D Pro, i Baghira. L'única col·laboració de fora de la crew és de Tosko, en el primer single amb videoclip anomenat "Livertad".

## Discografia
LP
- Carrie (Zona Bruta, 2009)
- Héroes y villanos (BoaCor, 2012)

Maxi
- Crew Cuervos: Maxi (Zona Bruta, 2009)

Col·laboracions
- W.O.M. (amb Acción Sánchez) (SFDK Records, 2011)
- Trafik y Jompy: Los ojos del diablo"
- Bajo mínimos - Colores
- Cuervos

Senzills
- Vuela con Nosotros (2012)